# Dichomeris pseudodeltaspis
Dichomeris pseudodeltaspis is een vlinder uit de familie van de tastermotten (Gelechiidae). De wetenschappelijke naam van de soort is voor het eerst geldig gepubliceerd in 2004 door Ponomarenko & T. Ueda.

## Type
- holotype: "male, 6.VI.1983. leg. S. Moriuti et al."
- instituut: entomologisch laboratorium van OPU
- typelocatie: "Thailand, Chanthaburi, Khao Soi Dao, ca. 400 m"